# Aristias stenopodus
Aristias stenopodus är en kräftdjursart. Aristias stenopodus ingår i släktet Aristias och familjen Aristiidae. Inga underarter finns listade i Catalogue of Life.